# Refuge Gualtiero Laeng
Le refuge Gualtiero Laeng est un refuge situé dans la municipalité de Borno, dans le territoire inférieur du val Camonica, sur les versants du Pizzo Camino à 1 760 mètres d'altitude.

## Histoire
Le refuge est dédié à Gualtiero Laeng (Brescia, 10 mai 1988 - Brescia, 24 décembre 1968), alpiniste et historien italien qui a été le premier à signaler l'existence des incisions de l'art rupestre du Valcamonica. Un refuge existait déjà à cet emplacement avant de la Seconde Guerre mondiale, le refuge Coppellotti, détruit par les nazis lors d'un exercice militaire en 1944.

## Caractéristiques et informations
Le refuge appartient à la section de Cedegolo du Club alpin italien, mais il est actuellement géré par l'association bénévole Opération Mato Grosso, qui utilise à but caritatif les revenus de ce refuge et d'autres.
Le refuge est ouvert au public du début du mois de juillet jusqu'à la fin du mois d'août. Pendant les mois de juin et de septembre il reste ouvert seulement le week-end. Pendant la période hivernale il est possible d'utiliser un plus petit bâtiment proche du refuge.

## Accès
On peut atteindre le refuge exclusivement à pied sur chemins à la portée de tous les randonneurs. En venant du centre de Borno il faut suivre la rue municipale en direction du lac de Lova. En arrivant au carrefour proche du lac, il faut suivre le chemin de terre coïncidant avec le balisage 82. Après avoir dépassé le limite du bois il faut suivre le chemin 82/a, qui conduit au refuge. Alternativement on peut atteindre le refuge en partant de Villa (fraction de la municipalité de Lozio) et en suivant initialement le chemin forestier qui commence d'un parking au centre du village. Après avoir atteint les ruines d'Onder (1 405 m) il faut suivre un chemin escarpé qui passe par la Malga Varicla (1 606 m).

## Ascensions
- Pizzo Camino (2 492 m), itinéraire de 2 heures et 30 minutes pour les randonneurs plus experts (suivant le balisage 82/a).
- Mont Sossino (2 398 m), itinéraire de 2 heures et 30 minutes pour les randonneurs plus experts (suivant le balisage 83 jusqu'au passo Varicla, ensuite parcours libre).
- Cima Moren (2 418 m), itinéraire de 3 heures pour les randonneurs experts (suivant le balisage 82/b).